# Coeliccia sexmaculata
Coeliccia sexmaculata är en trollsländeart som beskrevs av Wang 1994. Coeliccia sexmaculata ingår i släktet Coeliccia och familjen flodflicksländor. Inga underarter finns listade i Catalogue of Life.